# Rundschleuse Agde

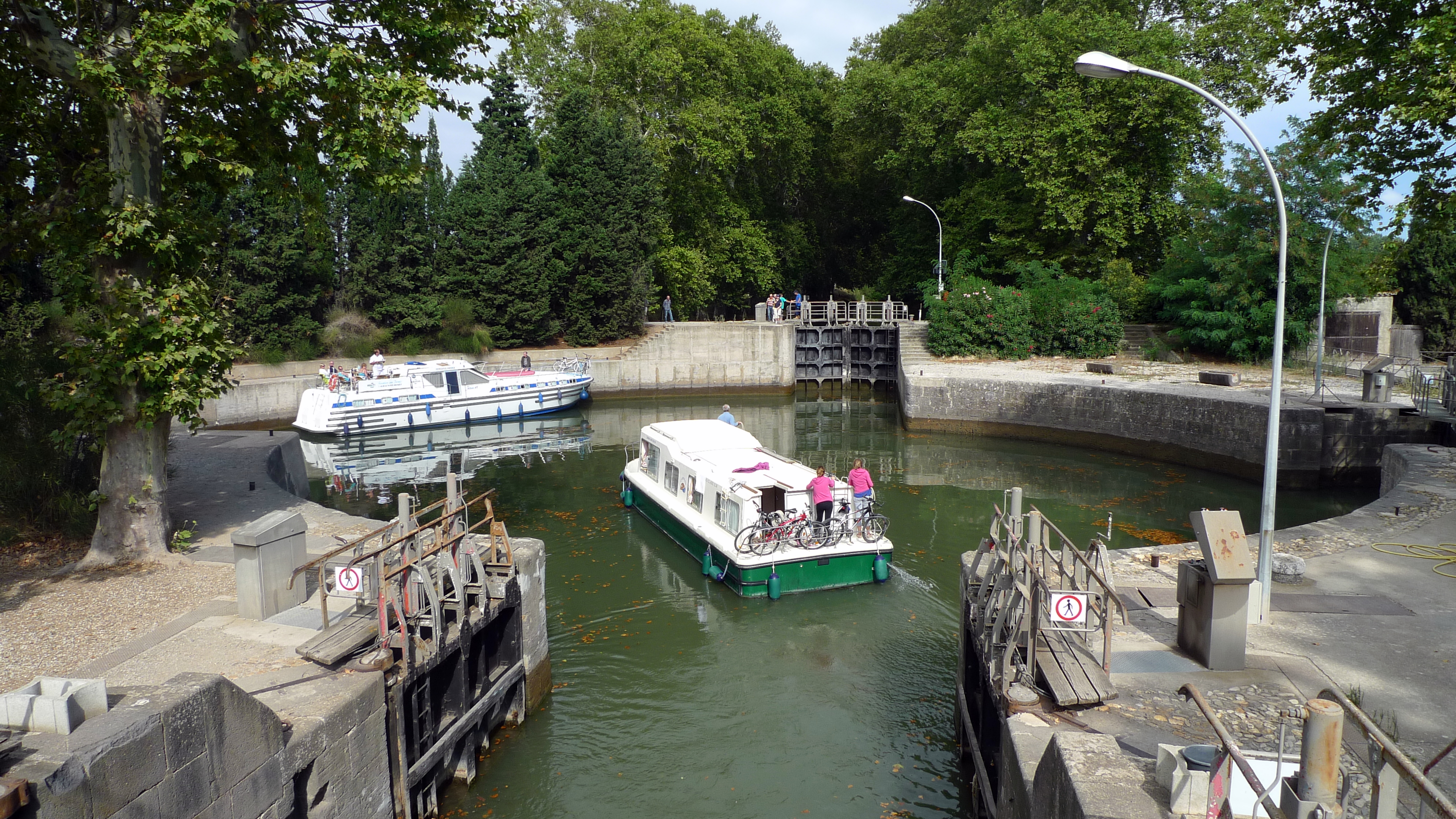
Rundschleuse Agde:
vorn von Béziers, hinten zum Étang de Thau, rechts zum Mittelmeer – das Schleusenbecken wurde im Sektor hinten links zur Aufnahme längerer Schiffe in den 1970er Jahren vergrößert

Die Rundschleuse Agde (franz. Écluse ronde d’Agde) ist eine Schleuse im Canal du Midi bei Agde im französischen Département Hérault.

## Geschichte und Beschreibung

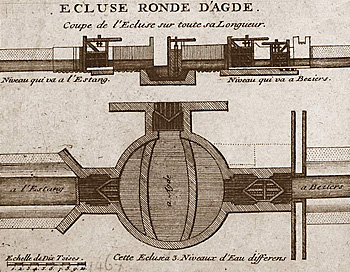
Original-Plan aus dem 17. Jahrhundert

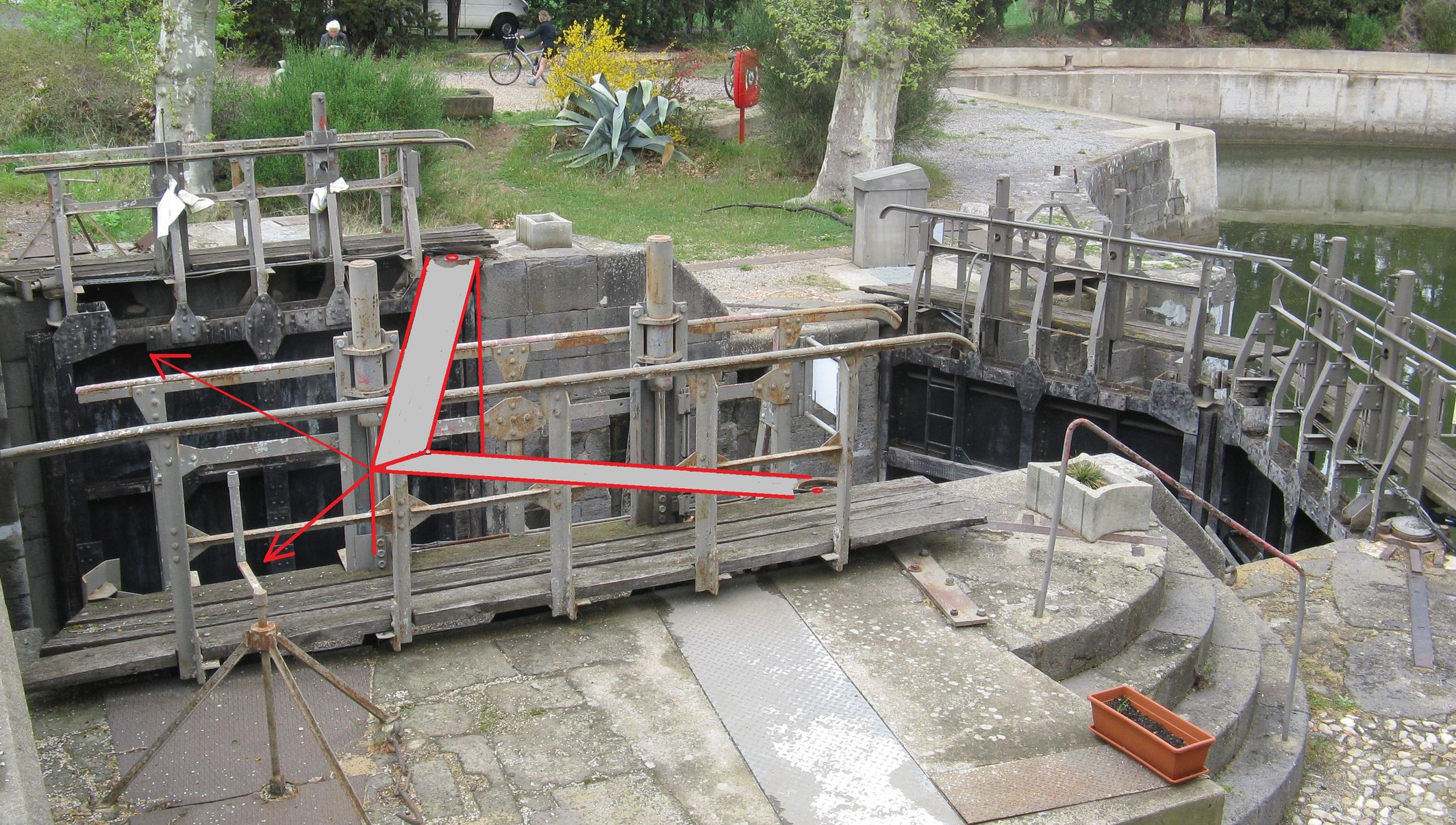
Doppeltes Schleusentor in Richtung Béziers zum Absperren eines höheren (Aufstieg zum Herault) oder niedrigeren Wasserpegels (Abstieg nach Agde) in der Schleusenkammer – die geschlossene Stellung des linken Tors ist schematisch dargestellt

Sie wurde 1676 erbaut  und ist die einzige Kesselschleuse mit mehr als zwei Anschlüssen, die in Frankreich in Betrieb ist. Der dritte Anschluss führt in einen Stichkanal, der zum Unterlauf des Flusses Hérault und damit auf kurzem Wege zum Mittelmeer führt.
Im Verlaufe des Canal du Midi von der Scheitelhöhe bei der Seuil de Naurouze in den Étang de Thau wird mit dieser Schleuse ein Zwischenanstieg bewältigt. Dieser ergibt sich durch den mit einem Wehr gestauten Hérault. In diesem gegenüber dem ankommenden Kanal höheren Pegel wird der Hérault gequert. Der Anstieg beträgt gemäß Schleusentabelle maximal 44 cm. In der Schleuse Prades auf der anderen Flussseite erfolgt der entsprechende Abstieg.
Am Anschluss von und nach Béziers (unteres Bild) ist der Canal du Midi entweder Unter- oder Oberwasser. Er ist gegen einen höheren (Fahrt zum Étang de Thau) oder einen tieferen Wasserstand (Fahrt zum Mittelmeer) in der Schleusenkammer abzuschließen. Für den zweiten Fall hat die Schleuse an dieser Stelle ein zweites (äußeres, links im Bild) zweiflügliges Drehtor, das beim Abwärtsschleusen geschlossen wird und das Wasser im Canal du Midi zurückhält. Das erste (innere, rechts im Bild) Tor hindert – wenn wie im Bild geschlossen – beim Aufwärtsschleusen in den gestauten Hérault das Wasser am Ausfließen aus der Schleusenkammer. Der Grund für das zweite Tor liegt darin, dass die traditionellen zweiflügligen Drehtore nur in einer von zwei Richtungen sperren können. Sie bilden zusammen einen Pfeil, der entgegen der zu verhindernden Fließrichtung zeigt.
Im Zuge des in den 1970er Jahren begonnenen Ausbaus des Kanals wurde die Rundschleuse vergrößert. Über etwa ein Viertel der kreisförmigen Einfassung wurde die Kammer erweitert. In diesem Sektor werden die längeren Schiffe gedreht. Die drei Schleusentore sind weitgehend unverändert geblieben. Da der erweiterte Viertel-Sektor ebenfalls kreisförmig begrenzt ist, wurde der runde Charakter der Schleuse durch die Maßnahme kaum gestört.